# Jacob Dawson
Jacob Dawson (Plymouth, 2 de noviembre de 1993) es un deportista británico que compite en remo.
Participó en dos Juegos Olímpicos de Verano, obteniendo dos medallas, bronce en Tokio 2020 y oro en París 2024, ambas en la prueba de ocho con timonel.
Ganó tres medallas en el Campeonato Mundial de Remo entre los años 2018 y 2023, y cinco medallas en el Campeonato Europeo de Remo entre los años 2018 y 2024.

## Palmarés internacional
| Juegos Olímpicos   | Juegos Olímpicos      | Juegos Olímpicos  | Juegos Olímpicos   |
| Año                | Lugar                 | Medalla           | Prueba             |
| ------------------ | --------------------- | ----------------- | ------------------ |
| 2020               | Tokio (Japón)         | Medalla de bronce | Ocho con timonel   |
| 2024               | París (Francia)       | Medalla de oro    | Ocho con timonel   |
| Campeonato Mundial |                       |                   |                    |
| Año                | Lugar                 | Medalla           | Prueba             |
| 2018               | Plovdiv (Bulgaria)    | Medalla de bronce | Cuatro sin timonel |
| 2019               | Ottensheim (Austria)  | Medalla de bronce | Ocho con timonel   |
| 2023               | Belgrado (Serbia)     | Medalla de oro    | Ocho con timonel   |
| Campeonato Europeo |                       |                   |                    |
| Año                | Lugar                 | Medalla           | Prueba             |
| 2018               | Glasgow (Reino Unido) | Medalla de plata  | Cuatro sin timonel |
| 2019               | Lucerna (Suiza)       | Medalla de plata  | Ocho con timonel   |
| 2021               | Varese (Italia)       | Medalla de oro    | Ocho con timonel   |
| 2023               | Bled (Eslovenia)      | Medalla de oro    | Ocho con timonel   |
| 2024               | Szeged (Hungría)      | Medalla de oro    | Ocho con timonel   |